# Генрик Улашин
Ге́нрик Ула́шин  (пол. Henryk Ułaszyn; 1874–1956) — польський мовознавець-славіст молодограматичної школи, родом з-під Володарки з с. Лихачиха на Київщині.

## Життєпис
Студіював у Київському університеті (1905—1907), у Кракові, Відні й Лейпцигу.
У 1917—1919 роках викладав мовознавство У Польській Університетській Колегії в Києві, 1918—1921 — професор слов. філології в університеті у Львові, 1921—1939 у Познані, з 1945 в Лодзі. Крім праць про польську, ц.-слов. і рос. мову (серед ін. «Поль. язык», К. 1916), писав чимало на укр. теми: «Kontrakty kiiowskie. Szkic hist.-obyczajowy, 1798—1898» (1900), «Kumać po lembersku» («Książka» 1902; про польське злодійське арго у Львові), ст. в «Dziennik-у Kijowski-м»; про терміни «русин», «руський», «малоруський», «українець», «український» (1929—1947) і т. д. Для зрозуміння генези назви Мала Русь (= культ. старша) важливі його праці про значення назв Małopolska і Wielkopolska (1950—1954).